# USA Today
USA Today è un quotidiano statunitense pubblicato dalla Gannett Corporation. Attualmente è il terzo quotidiano statunitense per diffusione ed è tra i primi dieci quotidiani di lingua inglese al mondo per diffusione.

## Storia
USA Today è stato fondato nel 1982 da Al Neuharth, con sede centrale a Tysons Corner nella Contea di Fairfax in Virginia. Fu fondato con lo scopo di creare un quotidiano a copertura nazionale e di fornire un'alternativa più vivace e colorata ai quotidiani quell'epoca. USA Today si caratterizza per i suoi grafici e le sue foto colorate. È noto anche per i suoi sondaggi dell'opinione pubblica statunitense. La prima copia riportava la notizia della morte dell'attrice Grace Kelly. Un'altra caratteristica determinante è "Our View/Opposing View" editoriale, che descrive non solo il punto di vista del giornale sugli eventi, ma anche quello di qualcuno (individuo o gruppo) che difende il punto di vista opposto.
Il concetto di un giornale molto colorato a tiratura nazionale fu considerato, al momento del lancio, piuttosto rischioso, ed infatti il giornale ricevette delle critiche e venne soprannominato "McPaper" alludendo alla catena di distribuzione fast food McDonald's. Comunque il giornale si distinse per i metodi della distribuzione. Negli Stati Uniti viene ancora venduto attraverso dei distributori di strada che ricordano nella forma un televisore. USA Today puntò al mercato dei business traveler e venne distribuito in largo numero attraverso le linee aeree, negli aeroporti, e negli hotel. Il giornale fu anche tra i primi ad usare la trasmissione satellitare per inviare l'edizione nelle varie parti del paese e all'estero. L'innovazione dell'uso satellitare permise al giornale di includere nella stampa le notizie più aggiornate e i risultati degli eventi sportivi.
Nel 2001, il giornale si trasferì nella nuova sede a McLean (Virginia), un sobborgo di Washington. Nel 2003 superò per la prima volta The Wall Street Journal diventando il quotidiano a maggiore diffusione negli Stati Uniti. Il giornale ha conteso a lungo con il concorrente newyorchese il primato di vendite. Oggi rimane il quotidiano più diffuso nel Nord America se si comprendono Stati Uniti d'America, Canada, Porto Rico e Guam. Il motto che appare in cima e in fondo alle pagine è The Nation's Newspaper - #1 in the USA, ovvero Il giornale nazionale n° 1 negli USA.

### Composizione e impaginazione
USA Today è conosciuto per la sintetizzazione delle notizie riportate in modo scorrevole e di facile comprensione nell'edizione principale distribuita negli Stati Uniti e in alcune città canadesi.
Ogni copia contiene quattro sezioni: News (Notizie), Money (Denaro), Sports e Life (Attualità). Al venerdì, vengono inclusi due allegati alla sezione attualità: una relativa all'intrattenimento e agli spettacoli sottotitolata Weekend (section E) e l'altra Destinations & Diversions (section D). La prima offre una vetrina sui programmi televisivi, i DVD, gli spettacoli cinematografici e la moda; la seconda è un supplemento relativo ai viaggi e al tempo libero. L'edizione internazionale del giornale tratta di News, Money, Sports e Life riunite in sole due sezioni.
Ogni sezione è caratterizzata da un colore diverso ed è illustrata in un riquadro al margine sinistro in alto della prima pagina, News è in blu (sezione A), Money in grigio (sezione B), rosso Sport (sezione C), e viola per Life, Attualità (sezione D). L'Arancione viene usato per le sezioni in più (sezione E), che sono pubblicate di solito, come per la sezione business travel, trends e Olimpiadi; altre sezioni dello sport (come PGA Tour, NCAA Basketball Tournament, Memorial Day corse automobilistiche (Indianapolis 500 e Coca-Cola 600), NFL la settimana di apertura del Super Bowl) all'inizio usava il colore arancione, ma ora usa il colore rosso dello sport.
USA Today stampa articoli completi nella pagina principale ad eccezione della cover story. La cover story è un articolo più lungo che richiede al lettore di proseguire su di un'altra pagina successiva, di solito la pagina 2. In certi giorni, le notizie sullo sport prendono due sezioni del giornale e c'è di solito una seconda cover story nella seconda sezione.
Essendo un giornale nazionale, USA Today non può focalizzarsi sul tempo atmosferico per ogni singola città. Per questo, l'intera back page della sezione News viene usate per le mappe sulle previsioni del tempo e la lista delle temperature per gli Stati Uniti e per alcune città di tutto il mondo, con stampati i dati forniti dai meteorologi di Weather Channel. Nell'angolo in fondo a sinistra della pagina sulle previsioni meteorologiche si trova un grafico intitolato "Weather Focus," che spiega i differenti fenomeni meteorologici.
La parte culturale sui libri, che include le riviste e una classifica nazionale appare al martedì nella parte relativa all'attualità, con la classifica ufficiale A.C. Nielsen relativa ai programmi televisivi stampata il mercoledì e il giovedì, a seconda della versione.
Una delle caratteristiche della sezione News è una copertura delle notizie di prima pagina prese stato per stato. Il sommario è costituito da report della lunghezza di un paragrafo tratto da Associated Press che focalizza su una notizia importante stato per stato dell'intero territorio americano.
Alcune tradizioni sono comunque state rispettate. La notizia più importante appare in alto a destra nella prima pagina. I commenti e le notizie politiche occupano le ultime pagine della sezione. I dati della Borsa valori e dei fondi d'investimenti sono presentati nella sezione Money. Ma USA Today è particolarmente differente nell'estetica da poter essere riconosciuta a prima vista, anche in mezzo ad altri giornali in uno stand d'edicola. Il design e layout di USA Today è stato descritto come neo-Victorian e impressionista.
Nella maggior parte delle pagine principali di ogni sezione vi sono, sul margine sinistro di fine pagina gli "USA Today Snapshots", che danno informazioni statistiche varie concernenti i temi trattati (per esempio, uno snapshot in "Life" può far vedere quante persone tendono a guardare un certo genere di programmi televisivi basato sul tipo di stato d'animo che hanno in quel momento). Questi "Snapshots" sono illustrati attraverso grafici che sono fatti con varie illustrazioni di oggetti che a mala pena appartengono alla materia trattata dal grafico (usando l'esempio sopra citato, le barre del grafico possono essere fatte di alcuni televisori o terminate con un solo televisore). Questi dati vengono presi da istituti nazionali di ricerca statistica e sociale i cui riferimenti vengono posti in calce al grafico stesso.
A partire da febbraio 2008, il giornale ha aggiunto un supplemento chiamato Open Air, che appare diverse volte nel corso di un anno.

### Periodicità

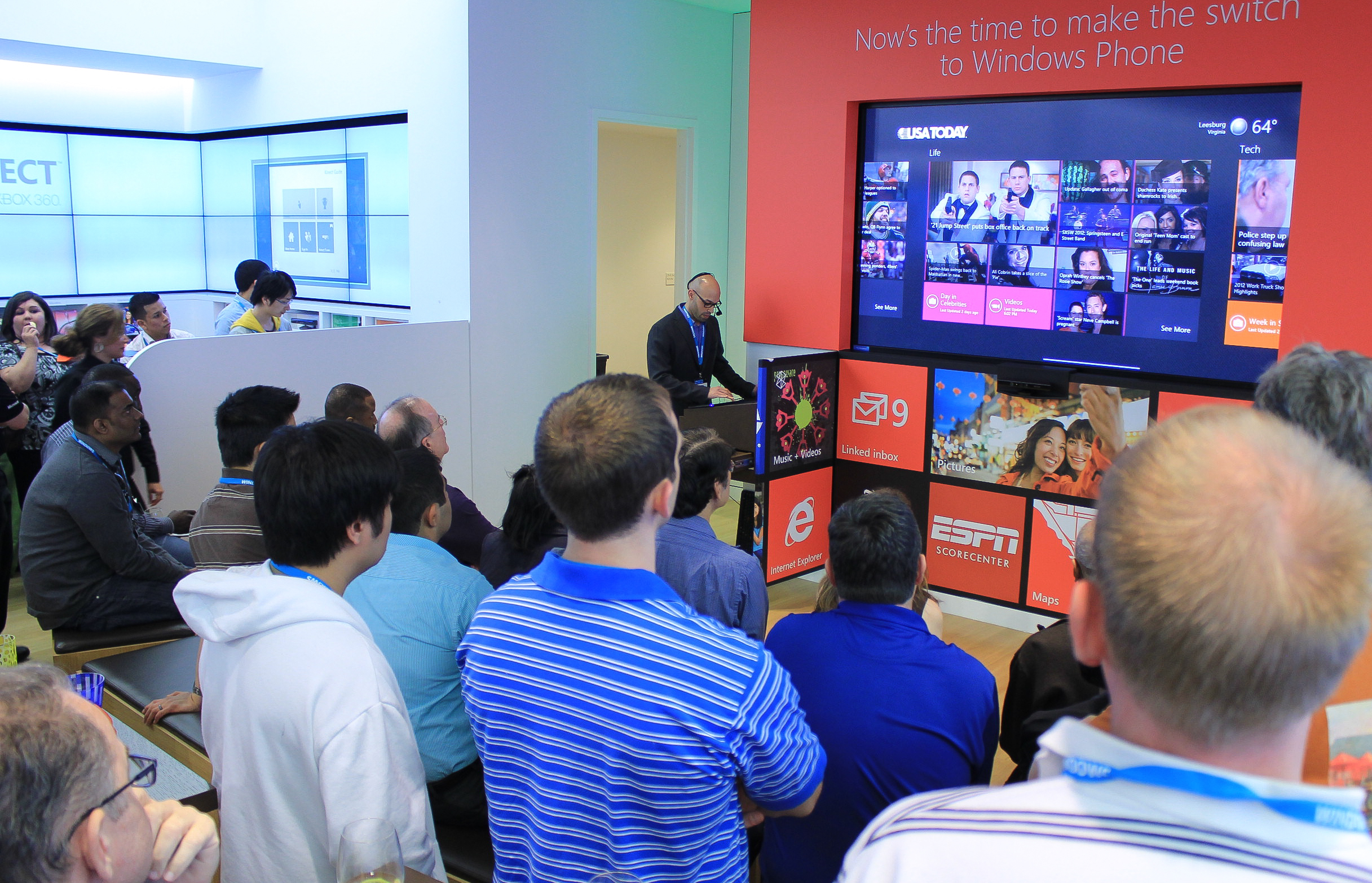
Miguel Vazquez di USA Today mostra l'app Metro della pubblicazione, 2012.

Il giornale non viene stampato al sabato e alla domenica. In molti modi USA Today differisce dalle impostazioni usate di solito per i giornali. Al lunedì, la sezione Money usa la pagina finale per presentare un grafico che descrive le performance di vari gruppi industriali in funzione di movimenti quadrimestrali, mensili e settimanali presi da S&P 500.
Il giornale pubblica anche al giovedì un'indagine Mediabase per alcuni generi musicali, basata sulla messa in onda radiofonica, assieme ad una classifica della top ten singles in generale al mercoledì.

### Caratteri stampa
È l'unico giornale negli Stati Uniti a utilizzare il carattere di stampa Gulliver, che viene usato sia per il titolo dell'articolo che per il testo.

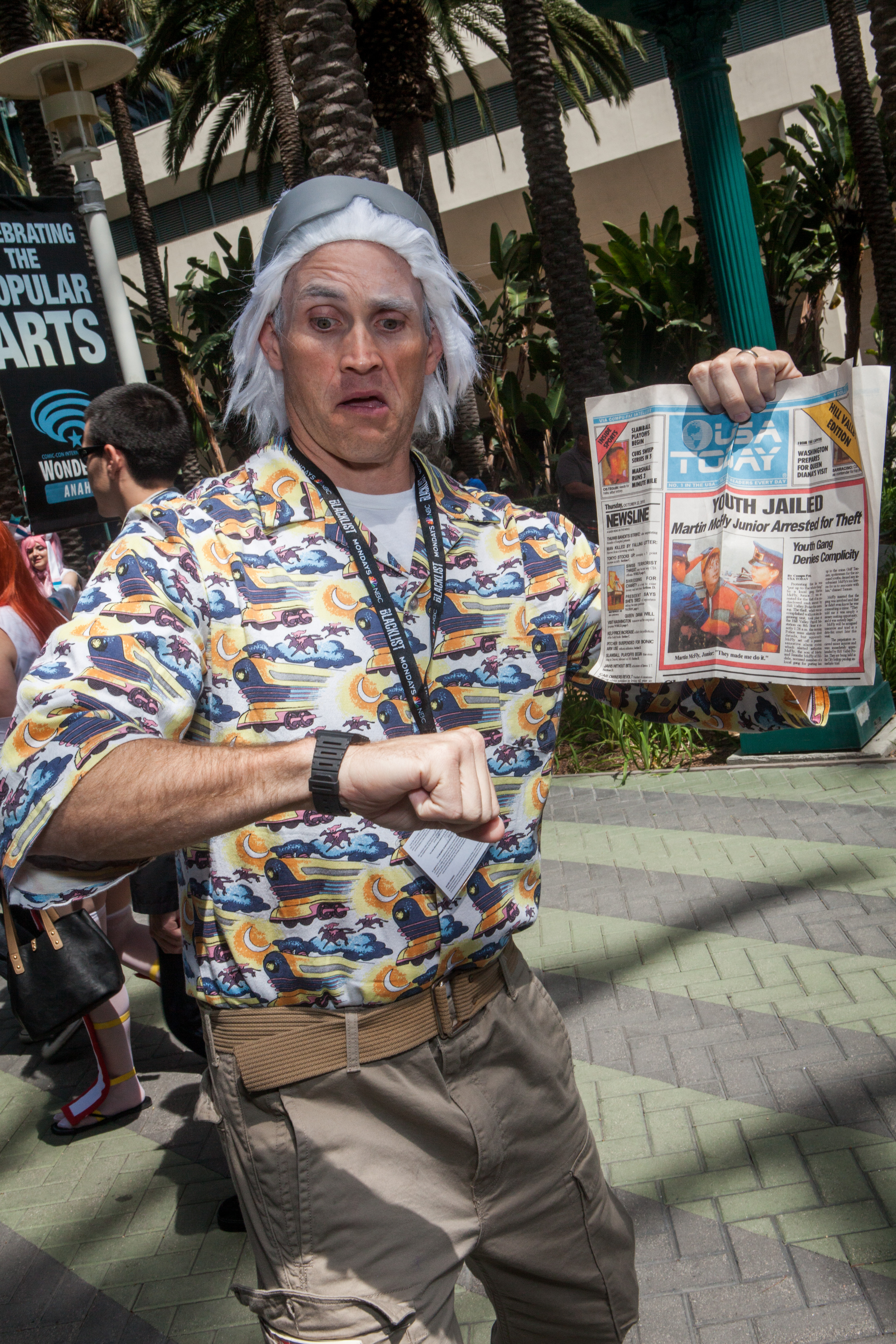
Edizione di USA Today Hill Valley, al WonderCon 2014

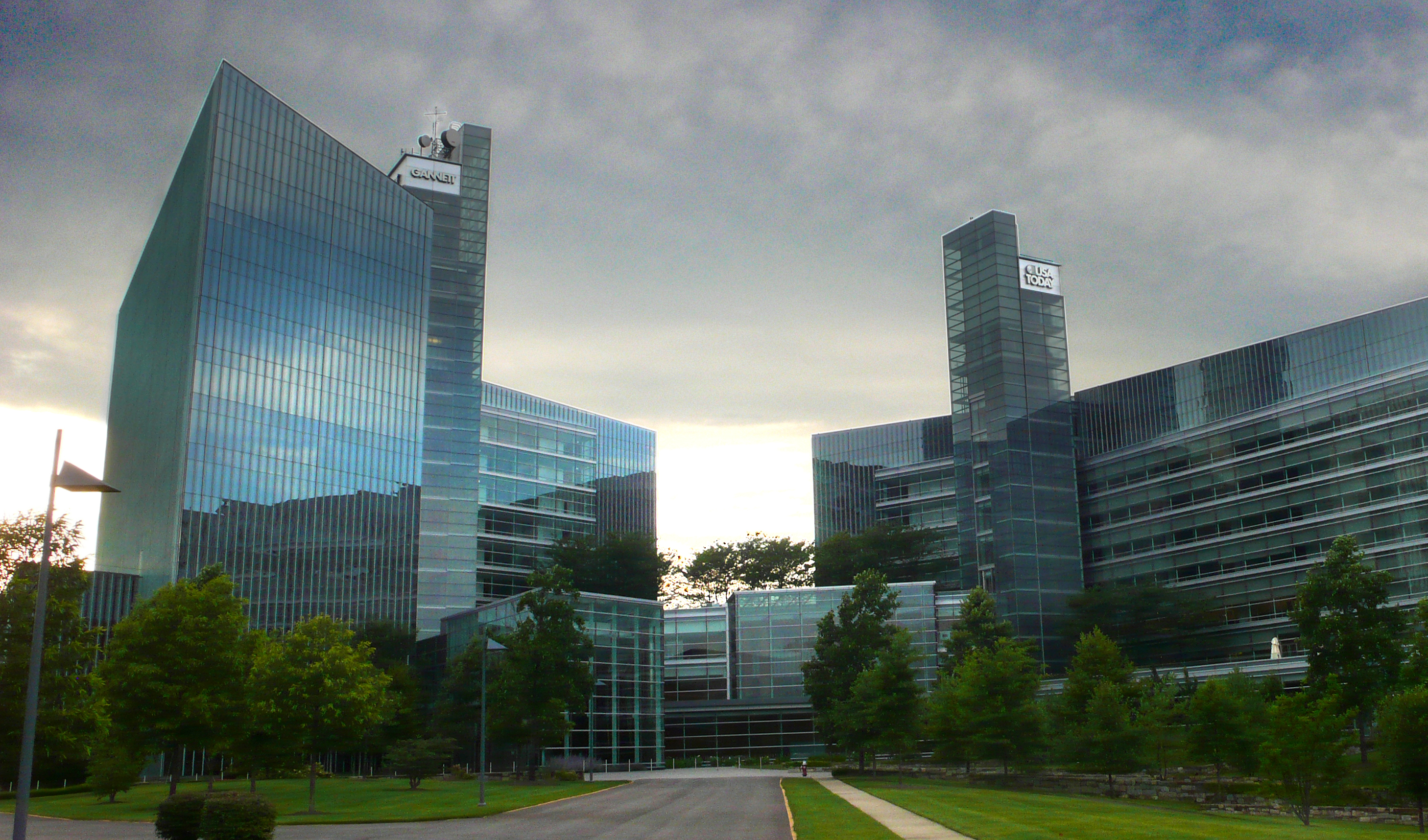
USA Today ha sede a McLean (Virginia).